# Berg (Meerhout)
Berg is een deel van de Antwerpse plaats Meerhout, met een eigen parochie.
Berg (ook als Weverberg bekend) is een volksbuurt. In de 17e en 18e eeuw woonden er veel thuiswevers die aanvankelijk wollen garen, later linnen garen gebruikten. Vervolgens werden het leurders die er op uit trokken en onder meer bokking verkochten.
De gezellige volksbuurt kende vele cafés en er kwamen ook artiesten uit voort zoals Zjef Vanuytsel. Dit leidde tot de bijnaam: Het Montmartre van Meerhout.
In 1963 werd in de Weverberg een eigen parochie gesticht.

## Bezienswaardigheden
- De Prinskensmolen
- De Onze-Lieve-Vrouw van Opstalkapel
- De Sint-Jozefskerk

## Nabijgelegen kernen
Meerhout, Gestel, Olmen